# Centre culturel et sportif Pinki
Le centre culturel et sportif Pinki (en serbe cyrillique : Културно спортски центар Пинки ; en serbe latin : Kulturno sportski centar Pinki), également connu sous le nom de Hala Pinki (хала Пинки), est situé à Belgrade, la capitale de la Serbie, dans la municipalité urbaine de Zemun. On y organise des compétitions sportives et des concerts.
Le centre, situé au n° 2 du Gradski park, le « parc municipal », dans le centre historique de Zemun, doit son nom à Boško Palkovljević Pinki, un Héros national de la Yougoslavie.

## Présentation
Le centre Pinki a ouvert ses portes le 21 octobre 1974, à l'occasion du 30e anniversaire de la libération de Zemun vis-à-vis de l'occupant nazi et de l'État indépendant de Croatie. Son premier nom officiel était Dom sportova, omladine i pionira Pinki, la « Maison des sports, de la jeunesse et des pionniers Pinki ».
La grande salle peut accueillir 2 300 spectateurs pour les manifestations sportives et près de 5 000 spectateurs pour les concerts.
En 2000, le gouvernement municipal de Zemun, dirigé par le Parti radical serbe (SRS), a transformé le centre, autrefois totalement public, en société par actions et il en a vendu de quoi constituer une majorité de contrôle (49 %) à la Naftna industrija Srbije (NIS), une compagnie pétrolière ; de ce fait, le centre est la seule installation sportive de Belgrade qui ne soit pas financée par le gouvernement de la ville.

## Infrastructures
Le centre est doté d'une grande salle de 1 200 m2 où l'on organise entre autres des compétitions de handball, de basket-ball, de volley-ball, de football en salle, d'arts martiaux et de gymnastique ; le centre abrite aussi une salle de 125 m2 réservée aux arts martiaux, une autre à la gymnastique et une autre à la danse ; il dispose aussi d'un sauna, d'une piscine utilisée pour les loisirs et d'une école de natation qui accueille les enfants à partir de 7 ans.

## Concerts
Parmi les concerts organisés à la Hala Pinki, on peut citer : le 22 mars 1977 Status Quo, le 4 novembre 1979 John McLaughlin, Billy Cobham, Jack Bruce et Stu Goldberg, le 29 janvier 1980 The Ruts, le 21 mars 1980 Ginger Baker, le 2 avril 1980 Wishbone Ash et du 31 décembre 1981 au 2 janvier 1982 Bijelo dugme.